# コパ・ノルテ
コパ・ノルテ（Copa Norte）は、1997年から2002年までブラジルの北部地域のクラブによって行われていたサッカー大会である。
1997年から1999年までコパ・ノルテの優勝クラブはコパCONMEBOLへの出場資格が与えられた。
2000年から2002年までコパ・ノルテの優勝クラブはコパ・ドス・カンピオンイスへの出場資格が与えられた。

## 歴代大会結果
| シーズン | 優勝                      | 準優勝                    | スコア                              |
| -------- | ------------------------- | ------------------------- | ----------------------------------- |
| 1997     | リオ・ブランコ (AC)       | レモ (PA)                 | 0 - 0, 2 - 1 合計 2 - 1             |
| 1998     | サンパイオ・コヘイア (MA) | サンライムンド (AM)       | 0 - 1, 2 - 1 (pen) 3 - 0 合計 2 - 2 |
| 1999     | サンライムンド (AM)       | サンパイオ・コヘイア (AM) | 0 - 1, 2 - 1 (pen) 3 - 1 合計 2 - 2 |
| 2000     | サンライムンド (AM)       | マラニョン (MA)           | 2 - 3, 2 - 0 合計 4 - 3             |
| 2001     | サンライムンド (AM)       | パイサンドゥ (PA)         | 1 - 0, 0 - 1 合計 1 - 1             |
| 2002     | パイサンドゥ (PA)         | サンライムンド (AM)       | 1 - 0, 3 - 0 合計 4 - 0             |

## クラブ別優勝回数
- サンライムンドEC：3回
- パイサンドゥSC：1回
- リオ・ブランコFC：1回
- サンパイオ・コヘイアFC：1回

## 州別優勝回数
- アマゾナス州：3回
- アクレ州：1回
- パラー州：1回
- マラニョン州：1回